# Corononcodes
Corononcodes is een vliegengeslacht uit de familie van de spinvliegen (Acroceridae).

## Soorten
- C. siculus Bezzi, 1923